# HMS Kempenfelt (R03)
HMS Kempenfelt (R03) là một soái hạm khu trục dẫn đầu lớp tàu khu trục W của Hải quân Hoàng gia Anh Quốc được chế tạo trong Chiến tranh Thế giới thứ hai. Nó là chiếc tàu khu trục thứ hai mang cái tên này phục vụ trong chiến tranh; chiếc Kempenfelt thứ nhất được chuyển cho Hải quân Hoàng gia Canada vào tháng 10 năm 1939 và được đổi tên thành HMCS Assiniboine.
Kempenfelt (R03) đã phục vụ và sống sót qua cuộc Thế Chiến. Nó được bán cho Nam Tư năm 1956 và tiếp tục phục vụ như là chiếc R-21 Kotor cho đến khi bị tháo dỡ năm 1971.

## Thiết kế và chế tạo
Con tàu được đặt hàng vào tháng 12 năm 1941 và được đặt lườn tại xưởng tàu Clydebank của hãng John Brown and Company. Nguyên được đặt tên HMS Valentine, nó được đổi tên thành HMS Kempenfelt như một phần của việc sắp xếp tên sử dụng cho những lớp tàu khu trục sau này trong chiến tranh. Kempenfelt được hạ thủy vào ngày 8 tháng 5 năm 1943 và nhập biên chế cùng Hải quân Hoàng gia Anh vào ngày 25 tháng 10 năm 1943. Con tàu được cộng đồng cư dân Hammersmith đỡ đầu trong khuôn khổ chiến dịch vận động gây quỹ trái phiếu chiến tranh mang tên Tuần lễ Tàu chiến.

## Lịch sử hoạt động

### Địa Trung Hải
Kempenfelt gia nhập Chi hạm đội Khu trục 24 tại Địa Trung Hải vào tháng 12 năm 1943; và sang tháng 1 năm 1943 được phân công hỗ trợ cho Chiến dịch Shingle, cuộc đổ bộ của Lực lượng Đồng Minh lên Anzio, Ý. Vào ngày 21 tháng 1, nó cùng chiếc HMS Inglefield và tàu khu trục Le Malin thuộc phe Pháp Tự do tiến hành bắn phá Gaeta, trước khi được bố trí vào ngày hôm sau cùng một số tàu khu trục trong thành phần hộ tống cho các tàu tuần dương HMS Orion và HMS Spartan. Đến ngày 27 tháng 1, nó bắn phá một đoàn tàu hỏa gần Formia. Sau khi hoàn tất chiến dịch Shingle, nó được cho tách ra và trải qua từ tháng 2 đến tháng 4 hộ tống các đoàn tàu vận tải và tuần tra tại khu vực giữa Địa Trung Hải.

### Đổ bộ Normandy
Sang tháng 5, Kempenfelt quay trở về Anh và gia nhập Chi hạm đội Khu trục 26 nhằm chuẩn bị cho cuộc Đổ bộ Normandy. Chi hạm đội được phân về Lực lượng J với nhiệm vụ bắn phá các công sự phòng thủ đãi đổ bộ tại Lagrune sur Mer. Vào ngày 5 tháng 6, nó khởi hành trong thành phần hộ tống một đoàn tàu vận tải tham gia cuộc đổ bộ, và sang ngày D 6 tháng 6 đã thường trực ngoài khơi bãi đổ bộ cùng Lực lượng J, bắn pháo hỗ trợ cho cuộc đổ bộ. Cuối ngày hôm đó, nó tham gia cùng tàu tuần dương Diadem (84) hỗ trợ cho cuộc đổ bộ tại Beny sur Mer. Nó quay trở về Anh vào tháng 7, và được phân về Hạm đội Nhà tại Scapa Flow. Nó sau đó được đề cử để tái trang bị tại Cardiff nhằm chuẩn bị cho việc tham gia Hạm đội Đông trong vai trò soái hạm của Chi hạm đội Khu trục 27. Vào ngày 22 tháng 8, nó được bố trí cùng chi hạm đội trong thành phần hộ tống cho các tàu sân bay HMS Indefatigable, HMS Furious và HMS Formidable, thiết giáp hạm HMS Duke of York cùng các tàu tuần dương HMS Berwick và HMS Devonshire trong Chiến dịch Goodwood, cuộc không kích nhắm vào thiết giáp hạm Đức Tirpitz đang ẩn náu trong vũng biển tại Na Uy. Khi tách khỏi nhiệm vụ này vào ngày 24 tháng 8, nó lên đường đi Cardiff.

### Viễn Đông
Kempenfelt được tái trang bị trong tháng 9, và sau khi hoàn tất đã lên đường vào tháng 10 để gia nhập Hạm đội Đông tại Ceylon. Nó gia nhập hạm đội tại Trincomalee vào ngày 22 tháng 11, và sang tháng 12 đã hộ tống các đơn vị chủ lực của hạm đội tiến hành các cuộc không kích xuống các mỏ dầu hỏa tại Sumatra trong khuôn khổ Chiến dịch Outflank. Nó lên đường vào ngày 17 tháng 12 cùng các tàu khu trục HMS Wessex, HMS Wrangler, HMS Whirlwind và HMS Wakeful, hộ tống các tàu sân bay HMS Illustrious và HMS Indomitable, và các tàu tuần dương HMS Black Prince, HMS Argonaut và HMS Newcastle, đi đến mục tiêu vào ngày 20 tháng 12. Hoàn tất cuộc không kích, hạm đội quay trở về Trincomalee.
Kempenfelt sau đó tham gia các hoạt động hộ tống trong tháng 1 năm 1945, bảo vệ cho các đơn vị hạm đội trong Chiến dịch Meridian trước khi lên đường đi Fremantle vào cuối tháng cùng các tàu chiến thuộc Lực lượng Đặc nhiệm 63. Họ đến nơi vào ngày 4 tháng 2, trước khi được chuyển đến Sydney, nơi họ tiến hành thực tập cùng các đơn vị của Hải quân Hoa Kỳ. Họ lên đường vào ngày 28 tháng 2 để gia nhập Hạm đội Thái Bình Dương Anh Quốc tại căn cứ tiền phương của hạm đội ở đảo Manus thuộc quần đảo Admiralty. Đơn vị được đổi tên thành Lực lượng Đặc nhiệm 113, làm nhiệm vụ hộ tống trong suốt tháng 3, trước khi được phối thuộc cùng Đệ Ngũ hạm đội Hoa Kỳ vào ngày 22 tháng 3. Lực lượng sau đó hỗ trợ cho hạm đội Hoa Kỳ chuẩn bị cho Chiến dịch Iceberg, cuộc đổ bộ lên Okinawa. Nó tiếp tục trực chiến suốt tháng 4, trước khi lên đường đi đến căn cứ tiền phương của Hoa Kỳ tại Leyte, đến nơi vào ngày 24 tháng 4.
Vào ngày 1 tháng 5, Kempenfelt và một số tàu khu trục Anh đã bảo vệ cho các hoạt động ngoài khơi Okinawa, trước khi nó được bố trí hộ tống cho chiếc HMS Swiftsure vào ngày 11 tháng 5 làm nhiệm vụ cảnh báo sớm các cuộc tấn công cảm tử kamikaze. Nó được cho tách ra vào ngày 22 tháng 5 để hộ tống cho chiếc HMS Formidable đi Manus, sau khi chiếc tàu sân bay bị hư hại bởi một chiếc kamikaze. Nó hộ tống cho Formidable đi Sydney trong tháng 6, khi bản thân nó cũng được tái trang bị. Sau khi hoàn tất, nó quay trở lại Manus vào tháng 8, và vào ngày 15 tháng 8 đã lên đường đi vịnh Subic, Philippines tham gia lực lượng đặc nhiệm được tập trung việc tái chiếm Hong Kong. Nó khởi hành vào ngày 27 tháng 8 cùng các tàu khu trục Whirlwind, HMAS Quadrant và HMS Ursa để hộ tống cho các tàu sân bay HMS Indomitable và HMS Venerable cùng các tàu tuần dương HMS Swiftsure, HMS Euryalus và Black Prince để giám sát việc đầu hàng.

### Sau chiến tranh
Kempenfelt ở lại cùng Hạm đội Thái Bình Dương Anh Quốc cho đến tháng 12 năm 1945. Nó quay trở về Xưởng tàu Chatham vào tháng 1 năm 1946, nơi nó được đưa về lực lượng dự bị, trải qua hai năm bỏ không trước khi được chuyển đến Simonstown, Nam Phi. Nó quay trở về Anh vào năm 1953 và tiếp tục bị bỏ không tại Portsmouth cho đến khi được đưa vào danh sách loại bỏ. Nó và tàu chị em HMS Wager được bán cho Nam Tư vào năm 1956, được kéo đến Nam Tư để tái trang bị vào tháng 10. Nó được đổi tên thành R-21 Kotor, và phục vụ cùng Hải quân Nam Tư cho đến khi ngừng hoạt động và tháo dỡ vào năm 1971.